# Wahlkreis Cardiff North (House of Commons)
Cardiff North (walisisch Gogledd Caerdydd) ist ein Wahlkreis im Norden der walisischen Hauptstadt Cardiff für die Wahl zum Unterhaus des britischen Parlaments. Seit 2017 wird der Wahlkreis durch Anna McMorrin von der Labour Party vertreten
Der Wahlkreis zeichnet sich seit 2001 durch ein vergleichsweise wechselhaftes Wählerverhalten aus. Seit damals hat sich die Vorherrschaft einer Partei zweimal geändert.

## Charakteristika des Wahlkreises
Im Wahlkreis liegt das Viertel mit dem Sitz der walisischen Regionalregierung.
Mehr als die Hälfte der Wohngebäude im Norden von Cardiff wird von deren Eigentümern bewohnt. Der Anteil von Angehörigen der Mittelschicht ist höher als in anderen Teilen der Stadt.

## Die Geschichte des Wahlkreises
In der Vergangenheit wurden überwiegend konservative Abgeordnete gewählt. Im Zuge der Errichtung neuer Wohngebiete änderten sich jedoch die politischen Verhältnisse und die Labour Party kam eher zum Zuge. Der Wahlkreis stand daraufhin im Fokus der Aufmerksamkeit der Öffentlichkeit. Im Jahr 2004 stellten die Konservativen noch die Mehrheit der Stadträte in diesem Stadtteil, nämlich 13, gegenüber fünf Liberaldemokraten, drei Unabhängigen und niemandem von der Labour Party. Bereits im Folgejahr gewann jedoch Julie Morgan von der Labour Party den Unterhauswahlsitz, wenn auch mit knapper Mehrheit.
Morgan kandidierte 2010 erneut für Welsh Labour, während die Konservativen Jonathan Evans MdEP zum Kandidaten bestimmten, der zuvor Abgeordneter für Brecon und Radnor gewesen war. Evans gewann die Unterhauswahl mit einem Vorsprung von 194 Stimmen.
Im Jahr 2015 versuchte die Labour-Party, den Sitz zurückzuerobern, jedoch gewann der neue Kandidat der Konservativen Craig Williams mit einer Mehrheit von 2137 Stimmen.
Labour gewann den Wahlkreis bei der Wahl 2017 zurück.

## Das Wahlkreisgebiet
Der Wahlkreis umfasste:
1950–1974: die County Boroughs of Cardiff Wards Cathays, Central, Gabalfa, Penylan und Plasnewydd.
1974–1983: Die County Boroughs of Cardiff Wards Cathays, Central, Penylan und Plasnewydd.
1983–2010: Die City of Cardiff Wards Gabalfa, Heath, Lisvane and St Mellons, Llandaff North, Llanishen, Rhiwbina und Whitchurch and Tongwynlais.
2010–heute: Die Cardiff Electoral Divisions Gabalfa, Heath, Lisvane, Llandaff North, Llanishen, Pontprennau and Old St Mellons, Rhiwbina und Whitchurch and Tongwynlais.
Das Stadtzentrum von Cardiff gehörte von seiner Gründung im Jahr 1950 bis 1983 zu diesem Wahlkreis, seither ist es Teil des Wahlkreises Cardiff Central.

## Die Abgeordneten
| Wahl | Wahl     | Kandidat/in     | Partei       |
| ---- | -------- | --------------- | ------------ |
|      | 1950     | David Llewellyn | Konservative |
|      | 1959     | Donald Box      | Konservative |
|      | 1966     | Ted Rowlands    | Labour       |
|      | 1970     | Michael Roberts | Konservative |
|      | Feb 1974 | Ian Grist       | Konservative |
|      | 1983     | Gwilym Jones    | Konservative |
|      | 1997     | Julie Morgan    | Labour Party |
|      | 2010     | Jonathan Evans  | Konservative |
|      | 2015     | Craig Williams  | Konservative |
|      | 2017     | Anna McMorrin   | Labour Party |

## Wahlergebnisse

### Die Wahlen in den 2010ern
| Unterhauswahl 2010: Cardiff North |                                              |                                              |         |      |          |
| Partei                            | Partei                                       | Kandidat                                     | Stimmen | %    | ±        |
|                                   | Konservative                                 | Jonathan Evans                               | 17.860  | 37,5 | +1,0     |
|                                   | Labour                                       | Julie Morgan                                 | 17.666  | 37,1 | −1,9     |
|                                   | Liberaldemokraten                            | John Dixon                                   | 8.724   | 18,3 | −0,4     |
|                                   | Plaid Cymru                                  | Llywelyn Rhys                                | 1.588   | 3,3  | −0,9     |
|                                   | UKIP                                         | Lawrence Gwynn                               | 1.130   | 2,4  | +1,2     |
|                                   | Grüne                                        | Christopher von Ruhland                      | 362     | 0,8  | +0,8     |
|                                   | Christian Party                              | Derek Thomson                                | 300     | 0,6  | +0.6     |
| Mehrheit bei                      | Mehrheit bei                                 | Mehrheit bei                                 | 194     | 0,4  | entfällt |
| Wahlbeteiligung                   | Wahlbeteiligung                              | Wahlbeteiligung                              | 47.630  | 72,7 | +2,2     |
|                                   | Konservative Wahlsieger vor der Labour Party | Konservative Wahlsieger vor der Labour Party | Swing   | +1.5 |          |

| Unterhauswahl 2015: Cardiff North |                                |                                |         |      |               |
| Partei                            | Partei                         | Kandidat/in                    | Stimmen | %    | ±             |
|                                   | Konservative                   | Craig Williams                 | 21.709  | 42,4 | +4,9 Anstieg  |
|                                   | Labour                         | Mari Williams                  | 19.572  | 38,3 | +1,2 Anstieg  |
|                                   | UKIP                           | Ethan R Wilkinson              | 3.953   | 7,7  | +5,4 Anstieg  |
|                                   | Plaid Cymru                    | Elin Jones                     | 2.301   | 4,5  | +1,2 Zunahme  |
|                                   | Liberaldemokraten              | Elizabeth Clark                | 1.953   | 3,8  | −14,5 Abnahme |
|                                   | Grüne                          | Ruth Osner                     | 1.254   | 2,5  | +1,7 Anstieg  |
|                                   | Christian Party                | Jeff Green                     | 331     | 0,6  | 0,0           |
|                                   | Alter Change                   | Shaun Jenkins                  | 78      | 0,2  | entfällt      |
| Mehrheit bei                      | Mehrheit bei                   | Mehrheit bei                   | 2.137   | 4,2  | +3,8 Anstieg  |
| Wahlbeteiligung                   | Wahlbeteiligung                | Wahlbeteiligung                | 51.151  | 76,1 | +3,4 Anstieg  |
|                                   | von den Konservativen gehalten | von den Konservativen gehalten | Swing   | +1,8 |               |

Von den 111 für ungültig erklärten Stimmzetteln waren
- 64 entweder unbenutzt, oder es war unklar, wer gewählt wurde.
- bei 14 Stimmzetteln war mehr als ein Kandidat angekreuzt.
- bei 2 Stimmzetteln war zu erkennen, wer den Zettel ausgefüllt hatte.

| Partei          | Partei                                             | Kandidat/in                                        | Stimmen | %    | ±%       |
| --------------- | -------------------------------------------------- | -------------------------------------------------- | ------- | ---- | -------- |
|                 | Labour                                             | Anna McMorrin                                      | 26.081  | 50,1 | +11,8    |
|                 | Konservative                                       | Craig Williams                                     | 21.907  | 42.1 | ―0.3     |
|                 | Plaid Cymru                                        | Steffan Webb                                       | 1.738   | 3,3  | ―1,2     |
|                 | Liberaldemokraten                                  | Matt Hemsley                                       | 1.714   | 3,3  | ―0,5     |
|                 | UKIP                                               | Gary Oldfield                                      | 582     | 1,1  | ―6,6     |
| ungültig        | ungültig                                           | ungültig                                           | 98      |      |          |
| Mehrheit bei    | Mehrheit bei                                       | Mehrheit bei                                       | 4.174   | 8,0  | entfällt |
| Wahlbeteiligung | Wahlbeteiligung                                    | Wahlbeteiligung                                    | 52.022  | 77,4 | +1,3     |
| Wahlberechtigte | Wahlberechtigte                                    | Wahlberechtigte                                    | 67.220  |      |          |
|                 | Labour erobert den Wahlkreis von den Konservativen | Labour erobert den Wahlkreis von den Konservativen | Swing   | +6,1 |          |

Ungültige Stimmen:
- 77 der Wahlzettel waren ohne Eintrag oder es war unklar, für wen gestimmt wurde.
- In 21 Fällen wurde für mehr als einen Kandidaten gestimmt.

| Unterhauswahl 2019: Cardiff North |                                         |                          |         |      |       |
| Partei                            | Partei                                  | Kandidat                 | Stimmen | %    | ±     |
|                                   | Labour                                  | Anna McMorrin            | 20.064  | 49,5 | −0,6  |
|                                   | Konservative                            | Mo Ali                   | 19.082  | 36,2 | −5,9  |
|                                   | Liberaldemokraten                       | Rhys Taylor              | 3.580   | 6,8  | +3,5  |
|                                   | Plaid Cymru                             | Steffan Webb             | 1.606   | 3,0  | −0,3  |
|                                   | Brexit Party                            | Chris Butler             | 1.311   | 2,5  | entf. |
|                                   | Grüne                                   | Michael Cope             | 820     | 1,5  | entf. |
| Mehrheit der Stimmen bei          | Mehrheit der Stimmen bei                | Mehrheit der Stimmen bei | 6.092   | 13,3 | +5,3  |
| Wahlbeteiligung                   | Wahlbeteiligung                         | Wahlbeteiligung          | 52.666  | 76,9 | −0,5  |
|                                   | Ergebnis: Wahlkreis von Labour gehalten |                          |         |      |       |

Von den 111 ungültigen Stimmen waren:
- 86 entweder leere Stimmzettel oder es war unklar, für wen gestimmt wurde.
- 22 Wähler stimmten für mehr als einen Kandidaten.
- Auf 3 Stimmzetteln waren Vermerke, aus denen auf die Person des Wählers geschlossen werden konnte.